# C.F. Martin & Company
C.F. Martin & Company es una empresa que se dedica a la fabricación de guitarras acústicas, aunque también ha fabricado modelos de guitarras eléctricas y bajos eléctricos.

## Historia
La compañía fue fundada en 1833 por Christian Friedrich Martin, emigrante alemán, en Pennsylvania. Concretamente, el primer taller y tienda de la empresa se estableció en la pequeña ciudad de Nazareth, exactamente en el mismo lugar en que todavía actualmente opera la moderna fábrica Martin.
La dirección de la compañía pasó sucesivamente de C. F. Martin (quien fue director de la compañía desde su fundación en 1833 hasta 1860) a su hijo, C. F. Martin Jr. (que ostentó el cargo de director desde 1860 hasta su muerte, en 1888, sin mayor trascendencia), al hijo de este, Frank Henry Martin (que dirigió la compañía desde 1888 hasta 1945, y tuvo un papel fundamental en el desarrollo de la compañía, especialmente en los años 1920 y 1930) y a los hijos de F. H. Martin, C. F. Martin III y Frank Herbert Martin (que dirigieron la empresa conjuntamente desde 1945 hasta el 1986, en su período de máximo esplendor). En 1986, C. F. "Chris" Martin IV tomó el mando de la compañía, y aún es el director de la misma.

## Martin en elsigloXIX
Se hacen en Navojoa, Sonora, México. Mientras que Antonio de Torres sentaba las bases de la guitarra española, C. F. Martin estableció los fundamentos de la guitarra acústica, hasta tal punto que actualmente la mayoría de guitarras acústicas se construyen según los cánones establecidos por C. F. Martin. Concretamente, C. F. Martin ideó el barataje en X, es decir, situar las costillas principales del interior de la guitarra cruzadas (en forma de X, de aquí el nombre). Este nuevo tipo de barataje daba a las guitarras Martin una solidez que ni siquiera Torres había podido conseguir. Esta mejora quedó patente a partir de los años 1920, cuando el uso de las cuerdas metálicas se generalizó; el barataje en X era el único modo de soportar la gran presión mayor sobre la guitarra que éstas ejercían (a diferencia de las antiguas cuerdas de tripa). No obstante, por aquel entonces, Martin seguía siendo una empresa familiar, que no podía competir con otras empresas como Washburn.

## Martin en elsigloXX
Hasta el 1906 las guitarras Martin se elaboraban con madera de palisandro brasileño, pero este año el director Frank Henry Martin introdujo la madera de caoba, que daba a sus guitarras una viveza y equilibrio únicos. No obstante, el palisandro seguiría siendo utilizado en muchos de sus modelos. Hacia la década de los 20, Martin observó una pérdida de popularidad de un instrumento hasta entonces importantísimo en los Estados Unidos: el banjo. Martin adaptó ciertas características de los banjos a sus nuevos modelos. El cambio más importante fue la creación de mástiles más estrechos y largos (se pasó de 12 a 14 trastes), de modo que la parte superior del diapasón resultara más accesible. Estos modelos se llamarían "OM" (Orchestra Model, ya que Martin buscó la introducción de sus guitarras en las orquestas de jazz).
En la década de los 30, Martin empezó a producir su modelo Dreadnought, con una caja de resonancia más grande que dotaba a la guitarra de un mayor volumen y unos bajos de mayor calidad. El nombre Dreadnought procedía del nombre de un acorazado usado en la Primera Guerra Mundial. Martin pasó rápidamente de los 12 a los 14 trastes en el diapasón. En esta época, la compañía llegó seguramente a crear las guitarras de más calidad de toda su historia, seguramente gracias a las maderas nobles usadas y el extremo cuidado en su fabricación (no hay que olvidar que las guitarras acústicas de calidad mejoran con los años, debido al secado progresivo de la madera). No obstante, las cualidades también remiten a las costillas de las guitarras acústicas. En aquel momento, el cruce en X de las costillas se situaba muy cerca de la apertura del sonido, de modo que se obtenía una gran superficie de vibración. Sin embargo, estas guitarras eran especialmente frágiles y a partir de 1939, se bajó la posición del cruce en X de las costillas. Los modelos de la década de los 30 son enormemente buscados por coleccionistas y guitarristas profesionales, que pagan auténticas fortunas por estas guitarras (raramente se encuentran modelos de esta época por precios inferiores a los 12 500 euros).

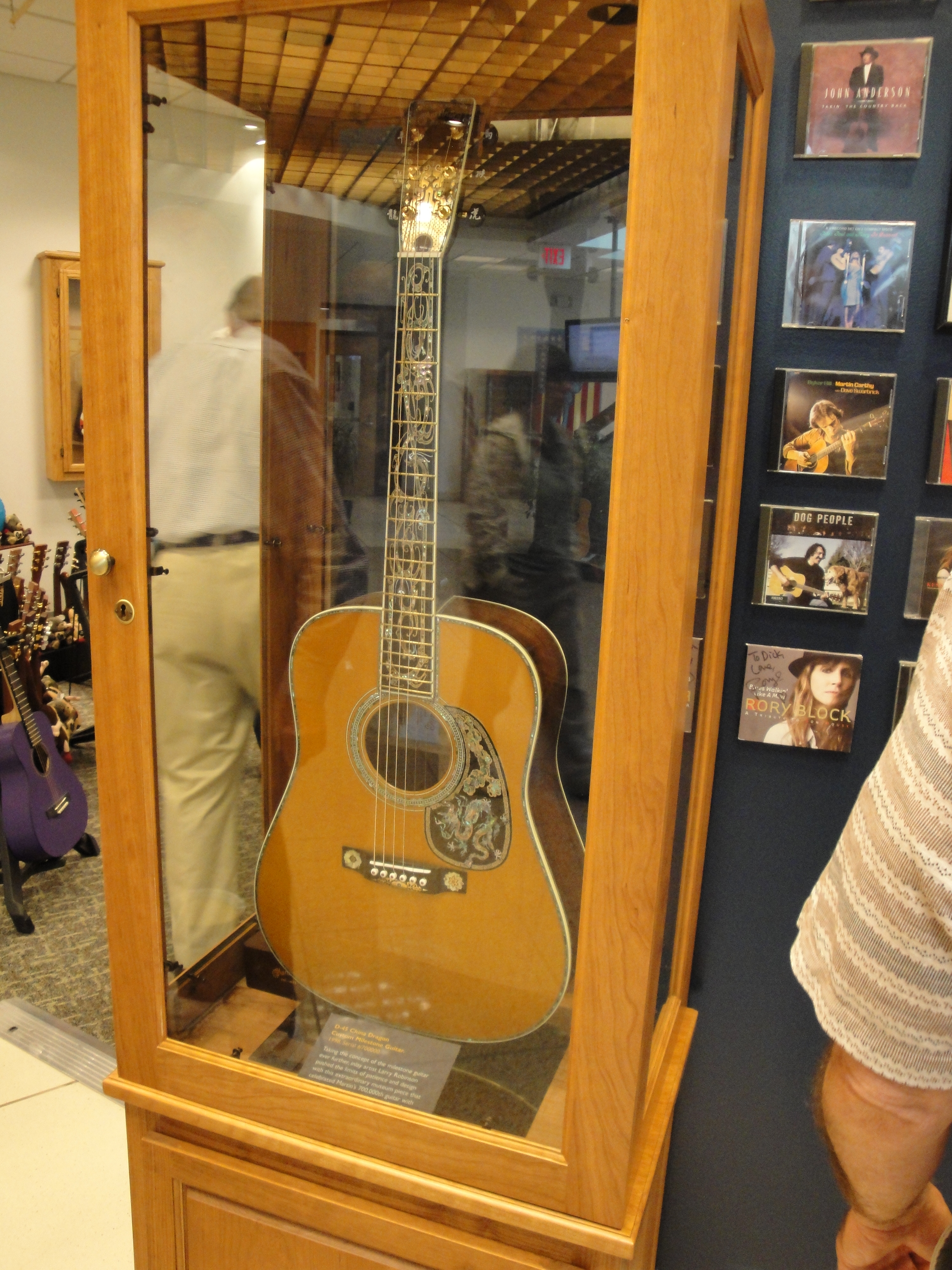
Guitarra Martin número 1 000 000, construida en el año 2004

Después de la Segunda Guerra Mundial, la calidad de las guitarras Martin fue descendiendo progresivamente hasta la década de 1970. Esto fue debido, en primer lugar, a la resituación del varillaje en X, pero también jugó un papel importante la dificultad de encontrar maderas de calidad (problema que afectó no sólo a Martin, sino a todos los constructores de guitarras). Un ejemplo claro de esto es la prohibición de la exportación de palisandro brasileño, madera fundamental en las guitarras Martin, vigente desde 1969. También cale considerar la gran demanda a partir de la década de los 60, debido al Baby Boom mundial; la música Rock de aquel entonces, copada por The Beatles, The Who o The Rolling Stones daba el papel protagonista a la guitarra, y la música Folk, ejemplificada en Bob Dylan y Joan Báez consistía muy a menudo en una voz y una guitarra acústica, con presencia de la armónica en algunos casos. Los jóvenes de la década de los 60 querían emular a sus ídolos del Rock y el Folk, y para ello necesitaban una guitarra. Este aumento en la producción se tradujo inevitablemente en un descenso de la calidad artesanal.
El aumento de la demanda se frenó a mediados de la década de los 70, cuando la compañía se tuvo que enfrentar a la primera huelga de su historia. No obstante, le empresa siguió adelante y en 1979 abrió su Custom Shop, una mezcla de taller a la antigua usanza y laboratorio de experimentación que atendía a pedidos especiales e intentaba volver a la producción artesanal de los inicios de la compañía. En 1981 Martin revolucionó la guitarra acústica introduciendo el cutaway; una muesca en la parte superior de la guitarra que permitía al guitarrista abarcar un número de trastes mayor, y conseguir así sonidos más agudos.
El año 1990, Martin construyó su guitarra número 500 000, guitarra que se encuentra actualmente en el museo de la fábrica. En 1994, los astronautas del cohete Columbia STS-62 se llevaron una copia del modelo Backpacker durante su órbita alrededor de la Tierra. En 1999, Martin construyó su guitarra número 700 000, y en 2004 se llegó a la guitarra 1 000 000, guitarra especialmente decorada. En el año 2008 C.F. Martin & Company celebró su 175 aniversario, como la compañía constructora de guitarras más antigua del mundo.